# 西堀育実
西堀 育実（にしぼり いくみ、1981年8月20日 - ）は、日本の女子ビーチバレー選手、インドアバレーボール選手。プロビーチバレー選手の西堀健実は双子の姉である。

## 来歴・人物
長野県中野市出身。平岡小4年生の時に双子の姉の健実と共にバレーを始め、裾花中3年生時に全国制覇。高校はスカウトされた古川商業高校（現・古川学園高校）へ進学。1999年、春高バレー・インターハイ・国体で優勝し高校三冠を達成。その際「西堀ツインズ」のニックネームで脚光を浴びた。
卒業後は、VリーグのJTマーヴェラスに所属し、2001年には全日本代表にも選ばれるが、自分の目指すバレーがなかなかできず、加えて竹下佳江らの加入もあり、2003年姉妹共に退社。同郷の高橋有紀子に紹介されビーチバレーへ転向する。当初は姉妹でペアを組み試合に参戦したが、セッターとしてのビーチバレー特有の動きに馴染めず、健実はペアの相手を浅尾美和に代え、育実は6人制再転向を決意する。2007年、パイオニアレッドウィングスに入団。4年ぶりにインドア復帰し、2007-08プレミアリーグに出場したが、年明け頃から体調不良の為、リーグ最終戦まで欠場する。
2008年5月、パイオニア退団。同年7月、自身のブログにおいて本間江梨とペアを組み、ビーチバレーへ再転向する事が発表された。
2013年11月、Vプレミアリーグのトヨタ車体クインシーズ加入が発表された。
2015年6月1日、トヨタ車体を退団した。
2017年4月1日、設立されたルートインホテルズの主将として現役復帰。
2020年2月29日、体調不良で2019-20シーズンに1度も出場することなくルートインホテルズブリリアントアリーズの退部が発表された。

## 球歴
- 全日本代表 - 2001年

## 所属チーム
- 小布施町スポーツ少年団
- 裾花中
- 古川商業高等学校（現・古川学園高等学校）
- JTマーヴェラス（2000-2003年）
- パイオニアレッドウィングス（2007-2008年）
- トヨタ車体クインシーズ（2013-2015年）
- ルートインホテルズブリリアントアリーズ（2017-2020年）